# Sint-Antoniuskerk (Czerniaków)
De Sint-Antoniuskerk of Sint-Antonius van Paduakerk (Pools: Kościół Św. Antoniego Padewskiego) in de wijk Czerniaków van Warschau is een kerk van de Benedictijnenorde. In het centrum van Warschau is een barokke kerk met dezelfde naam. De barokke kerk in Czerniaków werd gesticht door grootmaarschalk Stanisław Herakliusz Lubomirski. De barokke kerk werd ontworpen door architect Tielman van Gameren en uitgevoerd door architect Izydor Affaita. De kerk werd gebouwd tussen 1690 en 1693. De kerk is verbonden met een cisterciënzenabdij.

## Interieur
Achter de sobere fącade van de barokke kerk gaat een rijkversierd interieur met trompe-ľ oeil schilderwerk, stucwerk en altaren Het heeft onder andere schilderwerken van Francesco Antonio Giorgiolo en beeldhouwwerken van Andreas Schlüter. Op de meeste schilderijen staat het leven van Sint-Antonius van Padua centraal. Echter in de koepel staat de Romein Antonius Druzus centraal, dit zou een voorvader zijn van Lubomirski. Onder het hoogaltaar zijn relieken van de 2e-eeuwse martelaar Sint-Bonifatius van Tarsus te vinden. Deze relieken werden door paus Innocentius XI in 1687 aan Lubomirski geschonken. Een andere belangrijke bezienswaardigheid is het triptiek van de bewening van Christus, geschilderd door Quinten Massijs. Dit bijzondere kunstwerk werd geschonken door koning Jan III Sobieski. De kerk heeft de vorm van een Grieks kruis.